# Cañón medieval

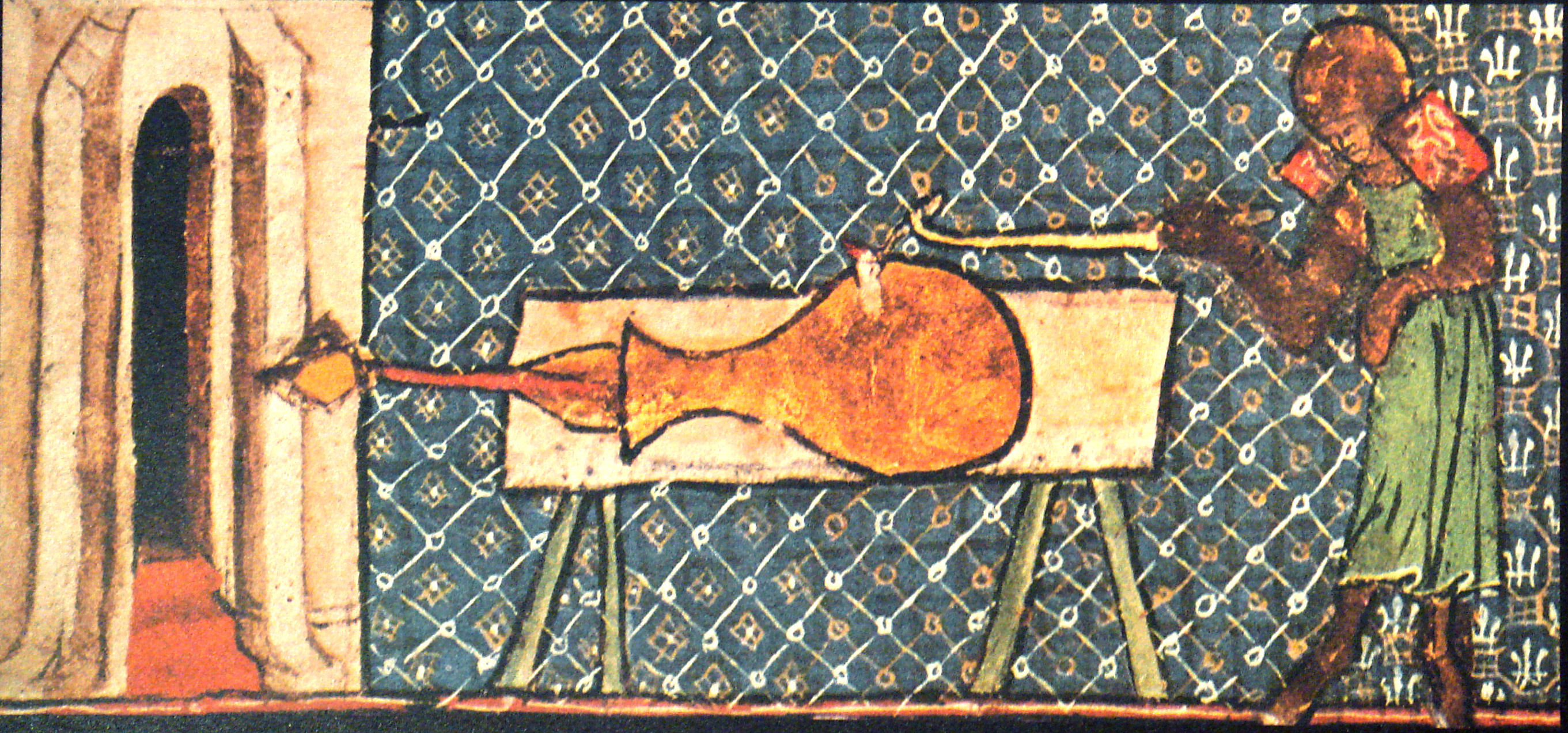
La imagen más antigua que se conoce de un cañón europeo, De Nobilitatibus Sapientii Et Prudentiis Regum, Walter de Milemete, 1326

Los cañones en la Edad Media eran enormes armas de fuego en forma de tubo, diseñadas para disparar un proyectil pesado a una gran distancia. Se empleaban en China, Europa y el Medio Oriente son el arquetipo de la artillería moderna. Ya en 1326, la ciudad de Florencia tenía cañones, mientras que, en 1327, el castillo de Gassino Torinese, cerca de Turín, estaba equipado con armas de fuego. El primer cañón en Europa probablemente haya aparecido en la Iberia mora y cristiana. El cañón inglés fue utilizado por primera vez en la batalla de Crécy (1346), durante la guerra de los Cien Años.
La palabra francesa antigua cannon deriva del italiano antiguo cannone, que a su vez proviene del latín canna —tubo—. La forma latinizada canon se utilizó para designar un arma desde 1326 en Italia y 1418 en Inglaterra. Bombardum, o «bombarda», fue la palabra más antigua usada para referirse al «cañón», pero desde 1430 pasó a emplearse únicamente para las armas más grandes.

## Primeros cañones en China y el Este Asiático
Las "lanzas de fuego", flechas disparadas mediante pólvora, se utilizaron en China al menos desde 1132. El primer relato documentado de artillería impulsada por pólvora que se haya empleado en el campo de batalla es del 28 de enero de 1132, cuando el general Han Shizhong de la Dinastía Song usó escaladas y huochongs para capturar una ciudad de Fujian. Existen menciones de bombas de hierro arrojadas en forma manual, con hondas y catapultas en 1221. En algún momento alrededor del año 1249, los chinos de la Dinastía Song comenzaron a colocar la pólvora primitiva en medio de gruesos trozos de bambú para utilizarlos como armas de fuego, disparando bolitas de arcilla como con una escopeta.

## El cañón explosivo en el Medio Oriente
La invención de la pólvora y del cañón se extendió a la India y al mundo islámico antes de la entrada de los mongoles en China. El Manuscrito Karshuni árabe contiene recetas para la fabricación de pólvora de comienzos del siglo XII, y además se mencionan cohetes o flechas de fuego utilizadas a mediados del siglo XIII, no solo como armas para la defensa, sino también para infundir terror.
Los cañones de mano portátiles (en árabe, midfa) los emplearon por primera vez los egipcios para repeler a los mongoles en la batalla de Ain Jalut en 1260, y nuevamente en 1304. La composición de la pólvora utilizada para los cañones en las batallas fue descrita más tarde en varios manuscritos de principios del siglo XIV. Se usaban cuatro composiciones diferentes, y la más explosiva (74 % sal de nitro, 11 % azufre, 15% carbón) es casi idéntica a la composición que se emplea en la actualidad (75 % sal de nitro, 10 % azufre, 15 % carbón). Estas composiciones para la fabricación de pólvora eran más explosivas que las conocidas en China o Europa en aquella época.

## Llegada a Europa
Anterior a esta en España se tiene constancia de que los árabes usaban armas de fuego ya en el año 1147. El primer documento conocido databa de 1249 (El Escorial), en 1247 en la defensa de Sevilla se hablan de “cañones arrojando piedras” y en 1259 lo mismo, en Melilla.
La primera mención expresa acerca de la composición de la pólvora en Europa apareció en 1216 en Oxford, dentro la obra de Roger Bacon De nullitate magiæ.  Luego, en su Opus Maior de 1248, describe una fórmula de uso militar:

Podemos, con sal de nitro y otras sustancias, confeccionar artificialmente un fuego que se puede lanzar a grandes distancias [...] Utilizando tan solo una pequeña cantidad de este material puede crearse mucha luz acompañada de un terrible estruendo. En él es posible destruir un pueblo o un ejército [...] Para producir estos relámpagos y truenos artificiales se necesita sal de nitro, azufre y Luru Vopo Vir Can Utriet.

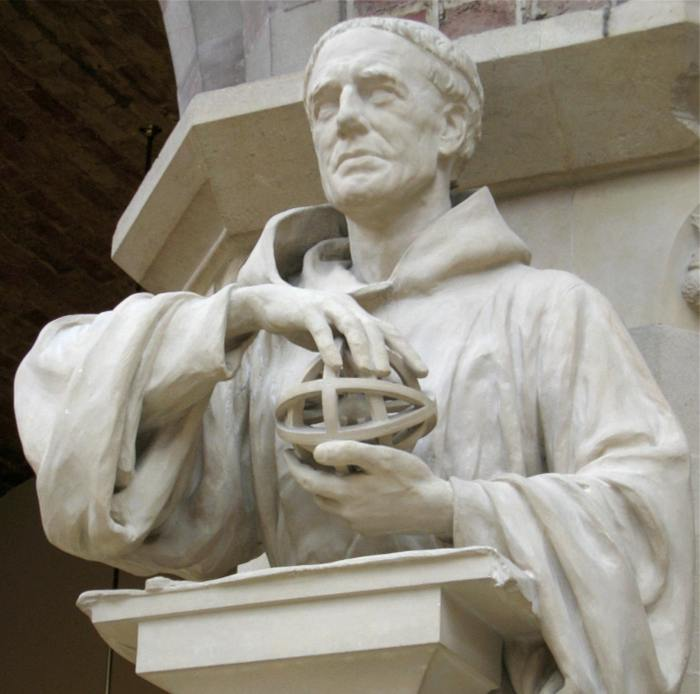
Roger Bacon describió el primer tipo de pólvora utilizado en Europa

El autor inglés describió los petardos, que «se utilizaban en ciertas partes del mundo». La mezcla que presenta Bacon se asemeja a la supuesta composición china de consumo lento, usada en las flechas de fuego y los cohetes, pero probablemente no funcionase tan bien como pólvora para los cañones (el contenido de sal de nitro es demasiado bajo). En 1250, la Konungs skuggsjá noruega, en su capítulo sobre el ejército, mencionó el empleo de «carbón y azufre» como la mejor arma para el combate entre navíos.
Es probable que en esta época se utilizaran armas de mano, ya que en 1281 los scopettieri ("portadores de armas") italianos son mencionados junto con los ballesteros.

### Musulmanes y cristianos en España
Durante el asedio de Sevilla en 1248,[cita requerida] los musulmanes utilizaron cañones en forma defensiva en al-Ándalus, así como durante el asedio de Niebla en 1262, donde se informó que los defensores almohades empleaban máquinas que eyectaban piedras y fuego acompañadas por ruidos atronadores. Algunos historiadores españoles consideran que esta fue la primera vez que se utilizó la pólvora durante una batalla en la península ibérica, aunque no se generalizaría hasta el siglo XIV, en que la siguieron utilizando los musulmanes (cerco de Algeciras) y aparece el uso de pequeñas piezas de artillería en el ejército castellano llamadas cerbatanas o culebrinas. En cuanto al asedio de Alicante en 1331, el historiador español Jerónimo Zurita escribió que una «nueva máquina que causaba gran horror. Arrojaba bolas de hierro con fuego». Otro historiador español, Juan de Mariana, recordó un nuevo uso de cañones durante la conquista de Algeciras en 1342:

Los sitiados causaron gran daño a los cristianos con las balas de hierro que disparaban. Esta es la primera vez que hallamos mención de la pólvora y balas en nuestra historia.

El historiador árabe Abdel Hallin, refiriendo el sitio y la rendición de Zaragoza por D. Alfonso el batallador [1118], se explica en estos términos: ... "labraron torres de madera ... y ponían sobre ellas truenos y otras veinte máquinas" ... Esta es la noticia más antigua que se halla de los truenos o del uso de pólvora. Usáronse también en el año 1160 en el cerco de Almahedia. En la defensa de Niebla hubo "tiros de trueno con fuego" el año 1257; en el sitio de Córdoba en 1280, en 1306 en el de Gibraltar, y posteriormente en los de Baza año 1325, Martos en 1326 y Algeciras en 1342 en el cual dice el autor árabe que los moros destruían las máquinas y torres que levantaban los cristianos "con ardientes balas de hierro que lanzaban con tronante nafta" ... Sin embargo de esas noticias apenas hablan de ellas nuestras crónicas ... en 1359 una nao defendió la entrada en el puerto de Barcelona con los tiros de una lombarda, derrotando los castillos de otra nao castellana, y llevándole un pedazo del palo mayor.
Martín Fernández de Navarrete, 1825.

Algunos indican el empleo de cañones de mano o similares contra los mongoles en 1260 y 1304; un manuscrito anónimo también describe flechas y armas de fuego largas de mano. Para 1340, el uso del cañón ligero se había extendido por el mundo islámico lo suficiente para contarse entre los inventarios militares. Los reyes ibéricos de los primeros años alistaron la ayuda de los expertos moros:

Los primeros señores de la artillería en la Península seguramente hayan sido moros al servicio de cristianos. El rey de Navarra tuvo a un moro bajo su servicio en 1367 como "maestro de las guarniciones de artillería". Los moriscos de Tudela de la época eran famosos por realizar "reparaciones de artillería".

### Gran Bretaña y Francia

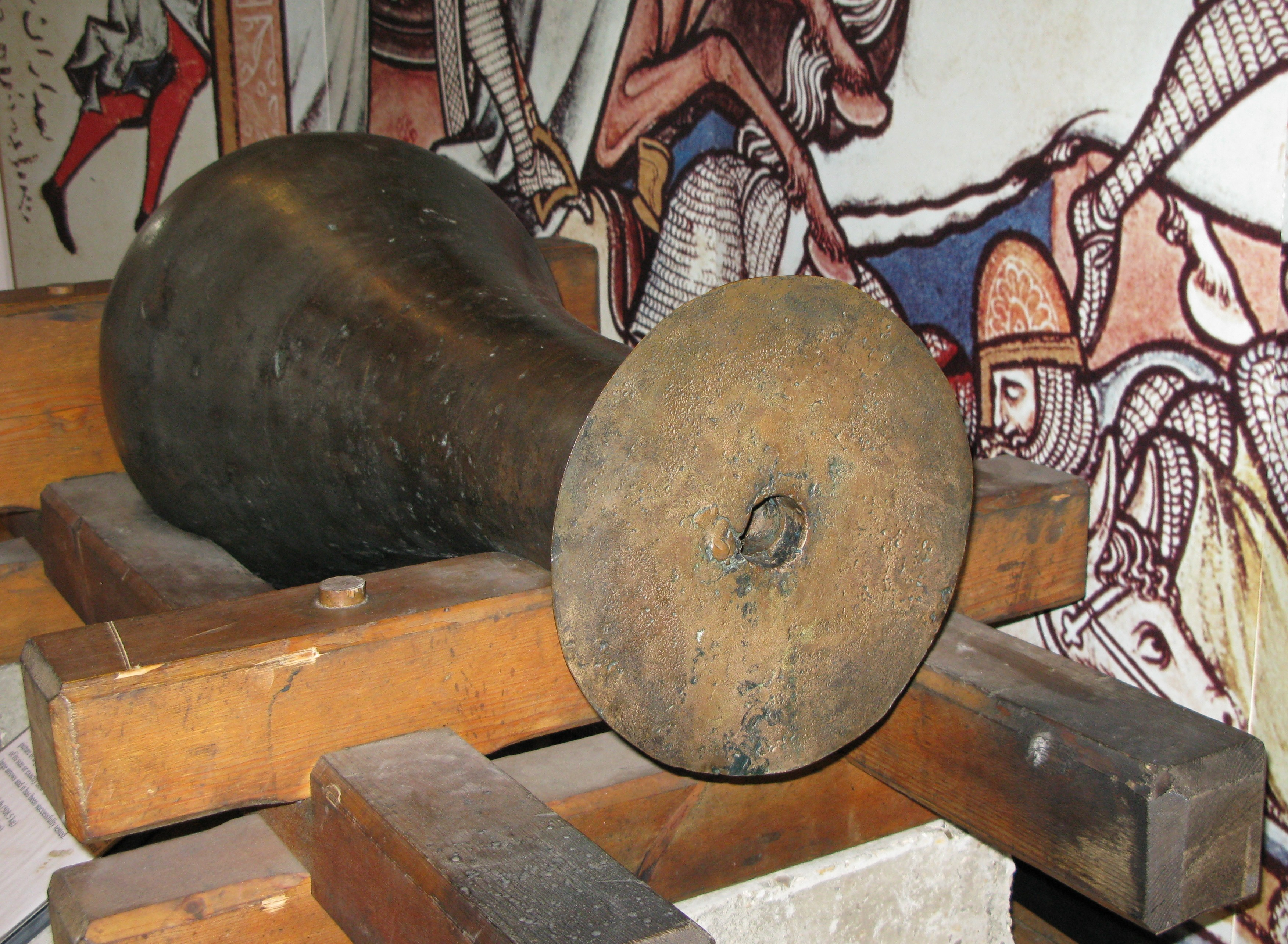
Reconstrucción del pot-de-fer, cañón que disparaba flechas.

Juan de Mariana también relató que los condes ingleses de Derby y de Salisbury participaron ambos en el asedio de Algeciras, y que posiblemente podrían haber llevado a Inglaterra el conocimiento de la efectividad de los cañones. Con certeza, los cañones fueron utilizados por primera vez en los campos de batalla europeos durante la guerra de los Cien Años, aunque un puñado de Estados emplearon unos pocos cañones durante los años 1340. El Inventario Real inglés menciona por primera vez a los "ribaldis" en su informe de los preparativos para la batalla de Crécy entre 1345 y 1346; Se cree que estos disparaban flechas largas y una forma simple de metralla, pero eran tan importantes que estaban bajo la supervisión directa del Inventario Real. Según el cronista contemporáneo Jean Froissart, el cañón inglés realizó «dos o tres descargas sobre los genoveses», lo cual se considera como disparos individuales por parte de dos o tres armas teniendo en cuenta el tiempo necesario para recargar este tipo de artillería primitiva. El florentino Giovanni Villani coincidió respecto al grado de destrucción provocado en el campo de batalla, aunque también indicó que luego las armas siguieron disparando sobre la caballería francesa:

Las armas inglesas lanzan bolas de hierro por medio del fuego… Hacen un ruido parecido al trueno y causan grandes pérdidas de hombres y caballos… Los genoveses eran atacados continuamente por los arqueros y armeros… [al final de la batalla] toda la planicie estaba cubierta por hombres derribados por flechas y bolas de cañón.

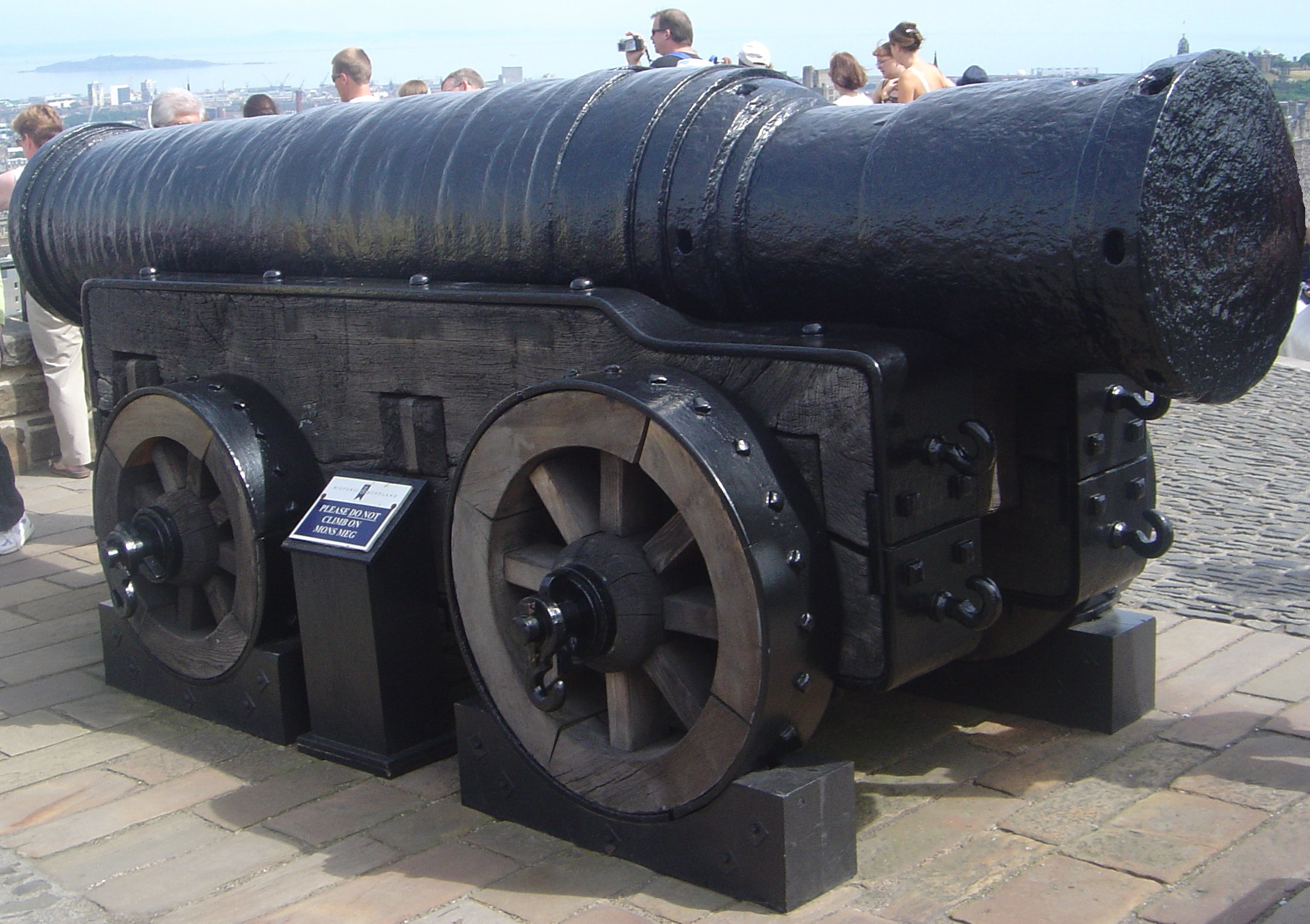
Mons Meg, manufacturado en Mons, Henao.

Ese mismo año apareció un tipo de cañón similar en el Sitio de Calais, pese a que el ribaudekin no estaría montado sobre ruedas hasta los años 1380. Los carros de armas se volvieron comunes hacia fines del siglo XV, fabricados más a menudo en bronce, y no uniendo placas de hierro. Aún existían problemas logísticos tanto para el transporte como para la operación de los cañones, y es posible que se necesitaran hasta tres docenas de caballos y bueyes para poder mover algunas de las armas más grandes de este período.
Algunos reyes de Escocia estuvieron muy interesados en el desarrollo del cañón, entre ellos Jacobo II, quien murió debido a la explosión accidental de uno de ellos en 1460. La armada de Jacobo IV poseía un gran número de cañones, y dentro de su ejército en Flodden Field cada cañón tenía su artillero, auxiliares y conductores; además, había un grupo de "zapadores" con la tarea de nivelar el terreno. Ya entonces la mezcla de pólvora utilizada era inestable y podía separarse fácilmente en azufre, sal de nitro y carbón durante su transporte.
Una vez llegados al lugar, los cañones eran disparados al nivel del terreno, desde las aberturas de postigos de madera que brindaban algo de protección para los operarios de las piezas de artillería. También se utilizaban cuñas de madera para controlar la elevación de las cañas de cada cañón. La mayoría de los cañones medievales eran armas de retrocarga, aunque aún no se había realizado ningún intento por estandarizar calibres.

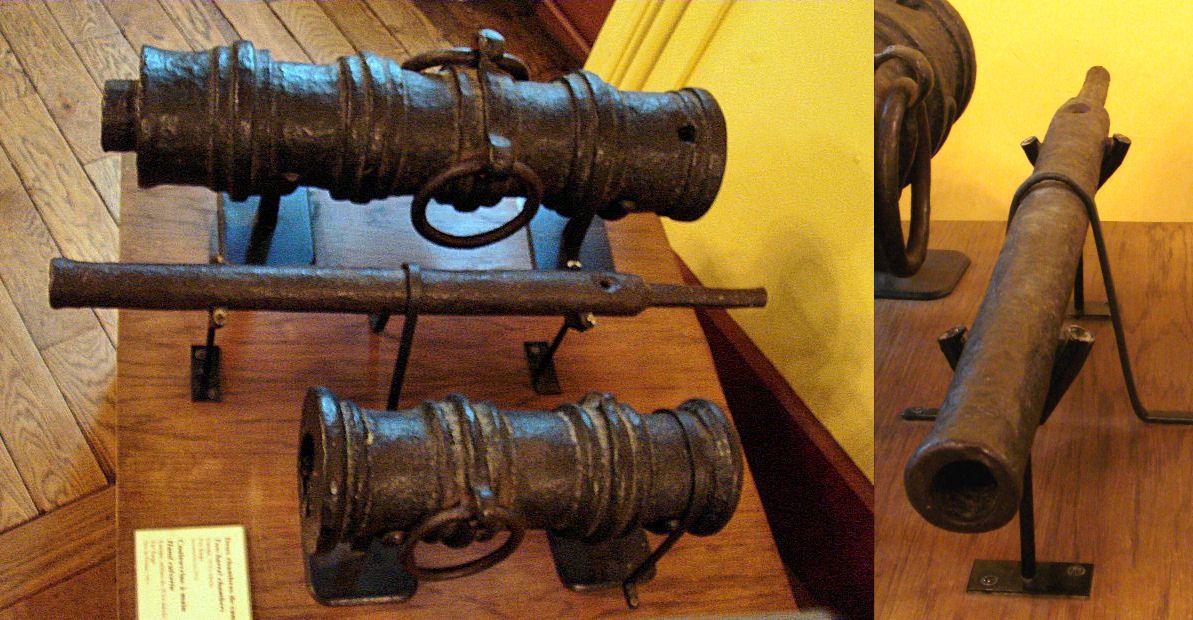
Culebrina de mano (medio) con dos cañones pequeños, Europa,.

La culebrina fue creada por los franceses en el siglo XV para bombardear objetivos a distancia. Se trataba de un cañón relativamente largo y de construcción liviana que disparaba una bala rasa sólida a grandes distancias en una trayectoria plana. En general, la culebrina fue un avance significativo sobre la balista, que en épocas anteriores había sido lo que podría llamarse la "artillería liviana". Puesto que disparaba una bola de hierro y dependía de la pólvora para el impulso, una bola más pesada equivalía a un vuelo más estable, mientras que el impulso de la pólvora la convertía en un arma más rápida y de mayor distancia que la balista.

### Imperio bizantino e Imperio otomano
Durante el siglo XIV, el Imperio bizantino empezó a hacer acopio de sus propios cañones a fin de enfrentar a la amenaza otomana. Los herederos del Imperio romano partieron de un cañón de un tamaño medio de 3 pies (0,9 m) de largo y calibre diez. A pesar de que por esta época contaban con un gran número de cañones, a lo largo de la historia solo un pequeño grupo de bombardas cayó bajo el control del Imperio bizantino. La primera vez que se empleó de manera decisiva en batalla la artillería en esta región fue durante el asedio de Constantinopla por los otomanos (1396). La superioridad artillera de los bizantinos, posiblemente operada por francos de Gálata, forzó a los turcos a retirarse.
Los turcos otomanos empezaron a hacer uso de los cañones frente al ejército cruzado en Kosovo (1389). No obstante, existen pruebas de que esta no era la primera vez que se empleaba esta clase de arma en esta región, pues existía el precedente de la batalla de Köse Dağ (1243), en la que los selyúcidas los utilizaron contra los mongoles. Los otomanos habían adquirido sus primeros cañones especializados para asedios en 1422: los falconetes, unos cañones pequeños pero anchos. Ambos bandos estaban igualados tecnológicamente, por lo que los turcos tuvieron que construir barricadas «para que reciban... las piedras de las bombardas». Sin embargo, por esta época el Imperio bizantino estaba haciendo frente a una serie de problemas económicos, y Pío II promovió la donación a precios asequibles de cañones de los monarcas europeos como ayuda. Todos los nuevos cañones del Imperio a partir de 1422 fueron regalo de los Estados europeos, por lo que no se produjo ningún avance tecnológico en el arsenal bizantino.

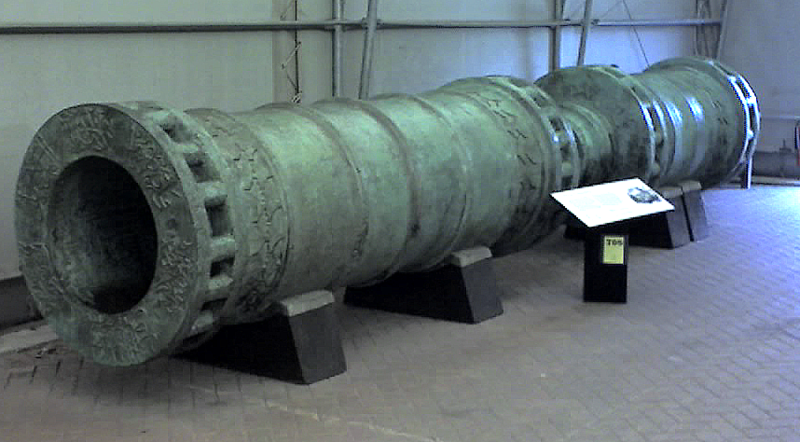
El Cañón de los Dardanelos, empleado por los turcos en Constantinopla.

Cuando el sultán Mehmed II puso bajo sitio a Constantinopla en abril de 1453, empleó 68 cañones fabricados por expertos húngaros, entre ellos el conocido como la Gran Bombarda Turca. El mayor de estos medía 26 pies (7.9 m) de largo y pesaba 20 toneladas. Este cañón podía disparar una piedra de 1200 libras y requería para su funcionamiento un contingente de 200 hombres. Dos de estas bombardas habían sido en un primer momento ofrecidas a los bizantinos por los expertos húngaros, cuya nación constituía el pináculo de la ciencia de la pólvora por esa época. Este pueblo era capaz de jactarse de poder reducir a cenizas las mismas murallas de Babilonia. Sin embargo, el hecho de que el Imperio no pudiera permitirse su adquisición demuestra el gran coste que tenían por esta época las piezas de artillería. Solo para su transporte, esta clase de bombarda requería de 70 bueyes y 10 000 hombres. Su gran tamaño, unido al tremendo ruido que hacían, provocó el miedo entre los defensores bizantinos.
El día 55 del asedio de Constantinopla, la ciudad estuvo al borde de su completa destrucción, tal y como fue relatado por el cronista griego Kritovoulos:

... y la piedra, disparada con enorme fuerza y velocidad, golpea la muralla, la cual inmediatamente se derriba y rompe en varios fragmentos dispersos, que caen sobre los defensores matando a todo aquel que se encuentre cerca.

La artillería de los bizantinos les permitió repeler las armas de los turcos que se hallaban a la vista, mientras que los defensores rechazaron todo intento de destrucción de las murallas reparando con rapidez las secciones más afectadas. Sin embargo, las murallas no estaban hechas para contener a su propia artillería, y las torres no estaban emplazadas de manera adecuada. Los oficiales bizantinos encargados de la defensa se preocupaban más por el daño que sus cañones podían hacer a la muralla que por el impacto que causaban las bombardas enemigas. La difusión de la pólvora hizo obsoleto al fuego griego, y la caída de la que había sido una de las murallas más fuertes de Europa el 29 de mayo supuso el fin de una era.

## Los efectos del cañón en la Baja Edad Media

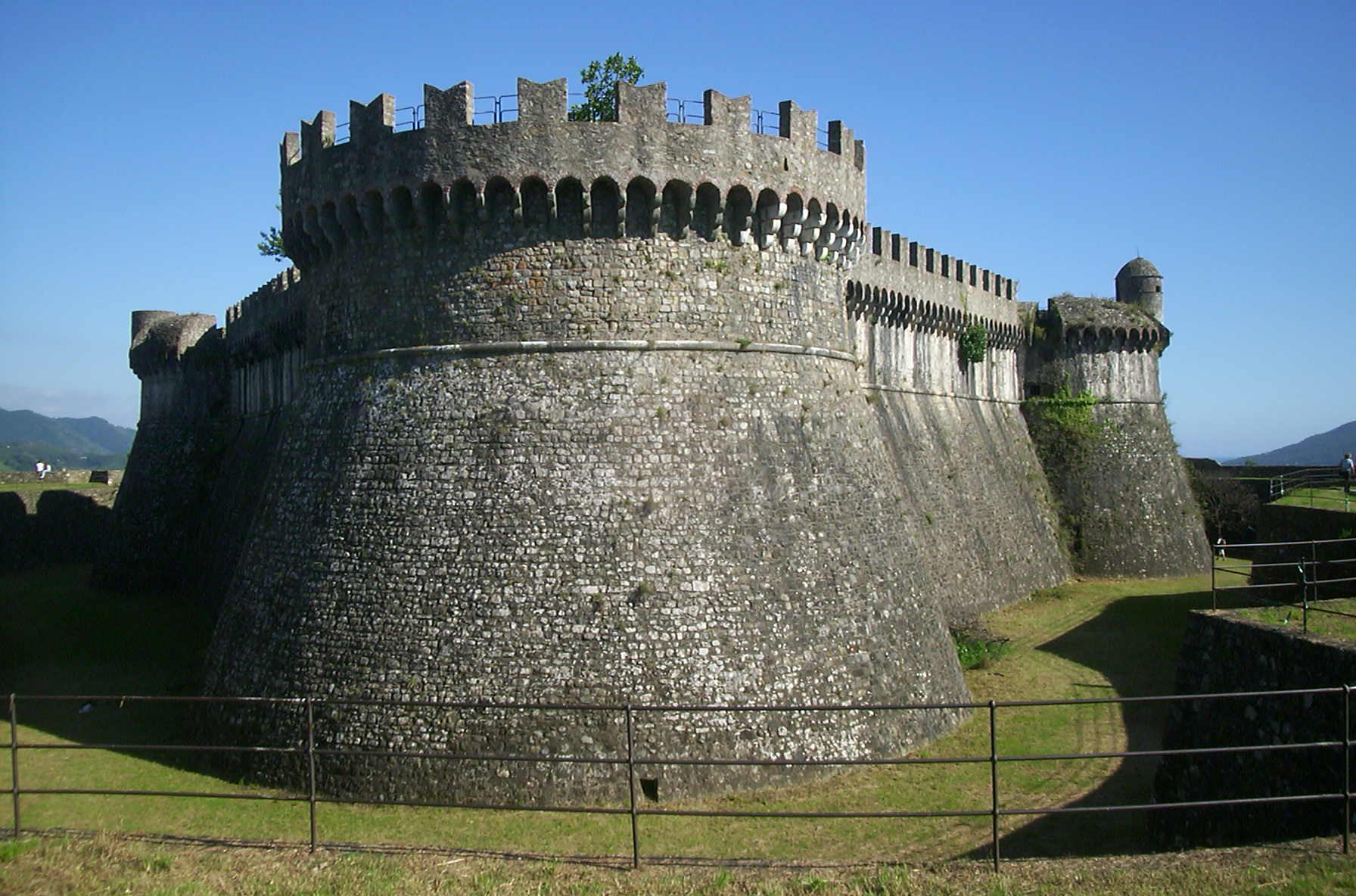
Las murallas redondeadas de la fortaleza de Sarzana del indican la adaptación a la pólvora.

Hacia finales de la Edad Media, el desarrollo del cañón revolucionó las tácticas de asedio a lo largo de toda Europa, haciendo que muchos castillos considerados inexpugnables se vieran amenazados por el fuego de la artillería. Antes de la difusión de la artillería por Europa, cuando se construían las murallas de un castillo se buscaban la mayor altura y grosor posibles. No obstante, después de que se impusiera esta arma revolucionaria, estos dos factores serían insuficientes para contener a un atacante decidido. La adopción general del cañón condujo a una progresiva pérdida de importancia de las torres y almenas. Las murallas de las nuevas fortalezas fueron más gruesas y anguladas, mientras que las torres fueron más bajas y sólidas.
En Inglaterra, se manifestaron cambios importantes a partir del siglo XVI, cuando Enrique VIII inició la construcción de los device forts entre 1539 y 1540; una serie de fortalezas provistas de artillería establecidas a fin de defenderse de una posible invasión de territorio inglés dirigida por una alianza franco-española. Esta serie de fortalezas se erigieron en puntos estratégicos y contaron por primera vez con una poderosa batería de cañones, como el castillo de Deal, estructura perfectamente simétrica que contaba con una torre del homenaje baja y circular en su centro. Se dispusieron más de 200 cañones y otras piezas de artillería entre las murallas, convirtiendo de ese modo la fortaleza en una plataforma de fuego dividida en varias secciones. La escasa altura y forma curva de los bastiones de la fortaleza estaban diseñados a fin de rechazar las balas de cañón. Así, el cañón se convirtió en parte fundamental del ejército inglés.
Para protegerse de la artillería y de las armas de fuego, se incrementó la construcción de parapetos y reductos hechos con tierra, ladrillo y piedra. A partir del siglo XVII se impuso un método geométrico en la construcción de fortalezas, de manos del marqués de Vauban, que pronto se difundiría por Europa, e incluso algunos castillos erigidos en América fueron provistos de fuertes y bastiones.